# ヴェンツピルス国際空港
ヴェンツピルス国際空港とはラトビア北西の都市ヴェンツピルスの南西5 kmに位置する国際空港である。2010年現在、ラトビア内で最も新しい国際空港であり、リガ国際空港、リエパーヤ国際空港と共に、ラトビアの3つの国際空港の内の一つである。

## 歴史
1975年、ヴェンツピルス空港はコンクリート-アスファルト製の滑走路(1,298×32 m)1本と、100×100 mの駐機場という小規模な空港として開港した。開港当時は1人の運行管理官と40-45人の従業員しかいなかった。航空機はAN-24、AN-2、YAK-40、MI-2が使われており、飛行範囲は狭くヴェンツピルス-リガ間およびヴェンツピルス-サンクトペテルブルク間の2航路のみが運行していた。
商用運行に加え、各省庁による国境の哨戒や石油パイプラインの監視、交通管制、漁場調査などの様々な用途にも利用されていたが、1983年に政府の政治決断によって廃港となった。
ヴェンツピルスが重要な輸送ハブになった1990年代の中頃になるとヴェンツピルス空港を再建させる議論が始まり、空港再建による効果と重要性の調査が行われた。この調査の結果、空港の再建が既存の輸送経路の効率を強化し地域の経済活動を促進させるということが判定された。当時、ヴェンツピルスの市民や企業は空港を利用するためには6-8時間かけて202 km離れたリガまで行かなければならず、また、ヨーロッパ市場、世界市場におけるヴェンツピルスの輸送ハブ能力の強化が求められており、空港を必要とする社会的、経済的なニーズが高まっていた。
ヴェンツピルス空港再建プロジェクトは1997年に着手され、1999年から本格的に実施され始めた。プロジェクトはラトビアの国家交通開発計画の中で進められた。そしてプロジェクトの全てが実施された結果、2000年に空港の運行が開始された。
開港まもない2001年にはマニュアル化された空港警備プログラムも開発された。そのプログラムは、電気的なセキュリティーシステムを確立し旅客サービス設備に備え付けたという点で当時最新だった。
2008年4月11日にラトビアのフラッグキャリアであるエア・バルティックがリガ国際空港への定期便の運航を開始した。